# Dybowskiella rossica
Dybowskiella rossica är en mossdjursart som beskrevs av Elisabeth K. Stuckenberg 1904. Dybowskiella rossica ingår i släktet Dybowskiella och familjen Fistuliporidae. Inga underarter finns listade i Catalogue of Life.